# 도치기현 제3구
도치기현 제3구(일본어: 栃木県第3区)는 일본의 중의원 선거구이다. 1994년 일본 공직선거법이 개정되면서 신설되었다.

## 지역
- 오타와라시
- 야이타시
- 나스시오바라시
- 나스카라스야마시
- 나스군

## 역대 국회의원
- 와타나베 요시미 (소속 정당: 자유민주당(1996년 ~ 2009년) → 민나노당(2009년 ~ 2014년), 임기: 1996년 ~ 2014년)
- 야나 가즈오 (소속 정당: 자유민주당, 임기: 2014년 ~ 현재)